# Nascioides
Nascioides es un género de escarabajos de la familia Buprestidae.

## Especies
- Nascioides bicolor Williams, 1987
- Nascioides caledonica Williams & Bellamy, 2002
- Nascioides carissima (Waterhouse, 1882)
- Nascioides costata (Carter, 1912)
- Nascioides elderi Williams, 1987
- Nascioides elessarella Williams, 1987
- Nascioides enysi (Sharp, 1877)
- Nascioides falsomultesima Williams, 1987
- Nascioides macalpinei Williams, 1987
- Nascioides multesima (Olliff, 1886)
- Nascioides munda (Olliff, 1886)
- Nascioides nulgarra Williams, 1987
- Nascioides olliffi Williams & Watkins, 1985
- Nascioides parryi (Hope, 1843)
- Nascioides pulcher (van de Poll, 1886)
- Nascioides quadrinotata (van de Poll, 1886)
- Nascioides storeyi Williams, 1987
- Nascioides subcostata Williams & Bellamy, 2002
- Nascioides tillyardi (Carter, 1912)
- Nascioides viridis (Macleay, 1872)
- Nascioides walfordorum Williams & Bellamy, 2002